# Laura Farré
Laura Farré Rozada (Villanueva y Geltrú, 1990) es una matemática y pianista española.

## Biografía
Laura es pianista y matemática. Estudió matemáticas acabando en 2016 de la Facultad de Matemáticas y Estadística de la Universidad Politécnica de Cataluña. Desde 2021 hasta 2024, emitió en Catalunya Ràdio titulado La Cinta de Möbius, que hablaba de la conexión entre música y matemáticas. El crítico musical Jaume Radigales escribió un artículo en Diari Ara agradeciendo a Laura. En marzo de 2023, fue ganadora del Premio Matemáticas y Sociedad de la Fundación Ferran Sunyer i Balaguer. El reto matemático que Santi García Cremades ofrece en Más de uno lo hizo con Laura. También colaboró con Sinfonía de la mañana de Radio Nacional de España en una sección de música y matemáticas. De 2021 a 2023, colaboró en RTVE con Musimaticas.
Ha publicado obras musicales, entre ellas Nimbus, presentado en 2021 en el Petit Palau, y en enero de 2022 en Martes Musicales. Ha sido nominada como Rising Star por el BBC Music Magazine. Participó al Homenaje a Bridget Riley by Georg Friedrich Haas.
Defiende una conexión entre ambas disciplinas. Ha participado en el Festival de Música Contemporánea de Navarra NAK 2022. El 2 de diciembre de 2024, puso música a la teoría del caos en el marco del ciclo divulgativo Matemáticas en la Residencia, organizado por el Instituto de Ciencias Matemáticas, con la colaboración de la Vicepresidencia Adjunta de Cultura Científica y Ciencia Ciudadana del Consejo Superior de Investigaciones Científicas y la Residencia de Estudiantes. En 2025, participa en las actividades de música y matemáticas de CosmoCaixa.